# Surmeirische Sprache

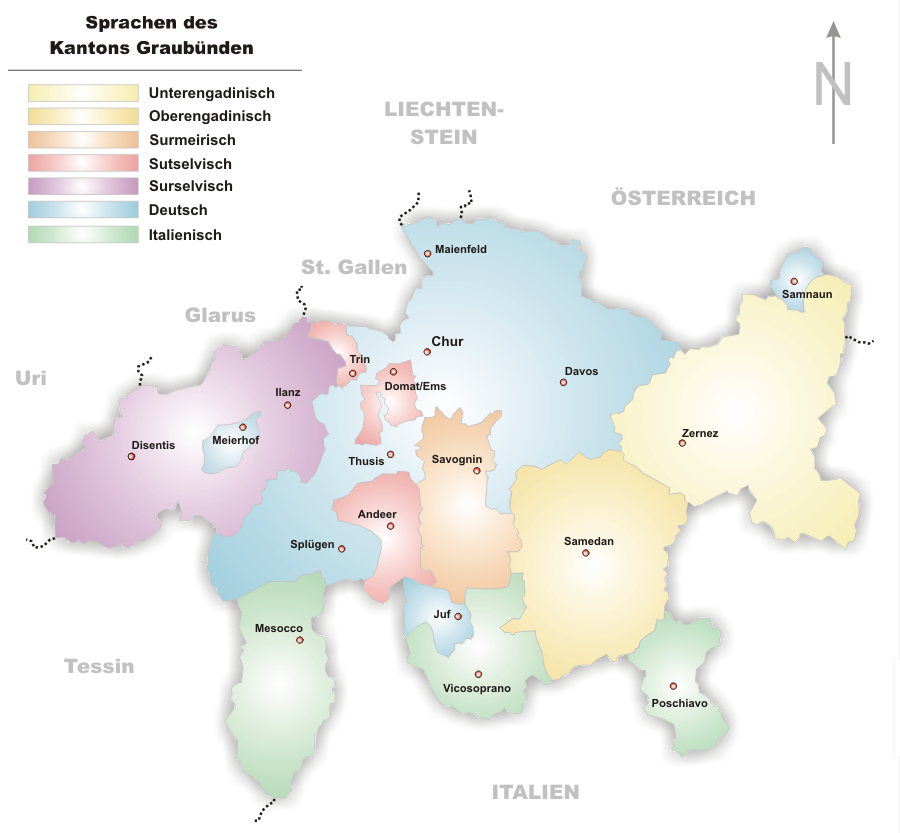
Ursprüngliches Verbreitungsgebiet der einzelnen bündnerromanischen Idiome im Kanton Graubünden

Surmiran ⓘ (deutsch auch: Surmeirisch, Oberhalbsteinisch) ist ein bündnerromanisches Idiom und wird im Oberhalbstein und in Teilen des Albulatales im Kanton Graubünden gesprochen. Die Region wird auch Surmeir genannt.

## Örtliche Verbreitung
Surmiran wird in den Talschaften Albula und Oberhalbstein gesprochen. Die surmeirische Sprache gehört mit der sutselvischen Sprache zu den Mittelbündner Dialekten.
Die Bezeichnung Surmeir (wörtlich: ob der Mauer) bezieht sich auf die Felswand Moir, das schwierigste Hindernis am Weg durch die Schynschlucht zwischen Scharans und Alvaschein und von jeher Grenze zwischen Domleschg und Albulatal. Auch die Bergüner Mundart, das Bargunsegner, gehört zum Surmiran; aus historischen bzw. konfessionellen Gründen – Bergün ist ein reformiertes Dorf in sonst katholischer Umgebung – ist die dortige Amtssprache jedoch das Oberengadiner Putèr. Das Gleiche galt einst für die seit geraumer Zeit germanisierte Gemeinde Filisur.

## Sprachdifferenzierung
Im Surmeirischen gibt es sehr ausgeprägte Dorfdialekte, die in der Regel stark von der gemeinsamen surmeirischen Schriftsprache abweichen. Definitionsgemäss wird als Schriftsprache der örtliche Dialekt von Stierva verwendet.
Die Dialekte im Albulatal fallen durch ihren Reichtum an Diphthongen auf. Im Oberhalbstein und in Bergün hingegen ist das Phänomen der Diphthongverhärtung (aus louf wird locf) anzutreffen.

## Sprachrückzug

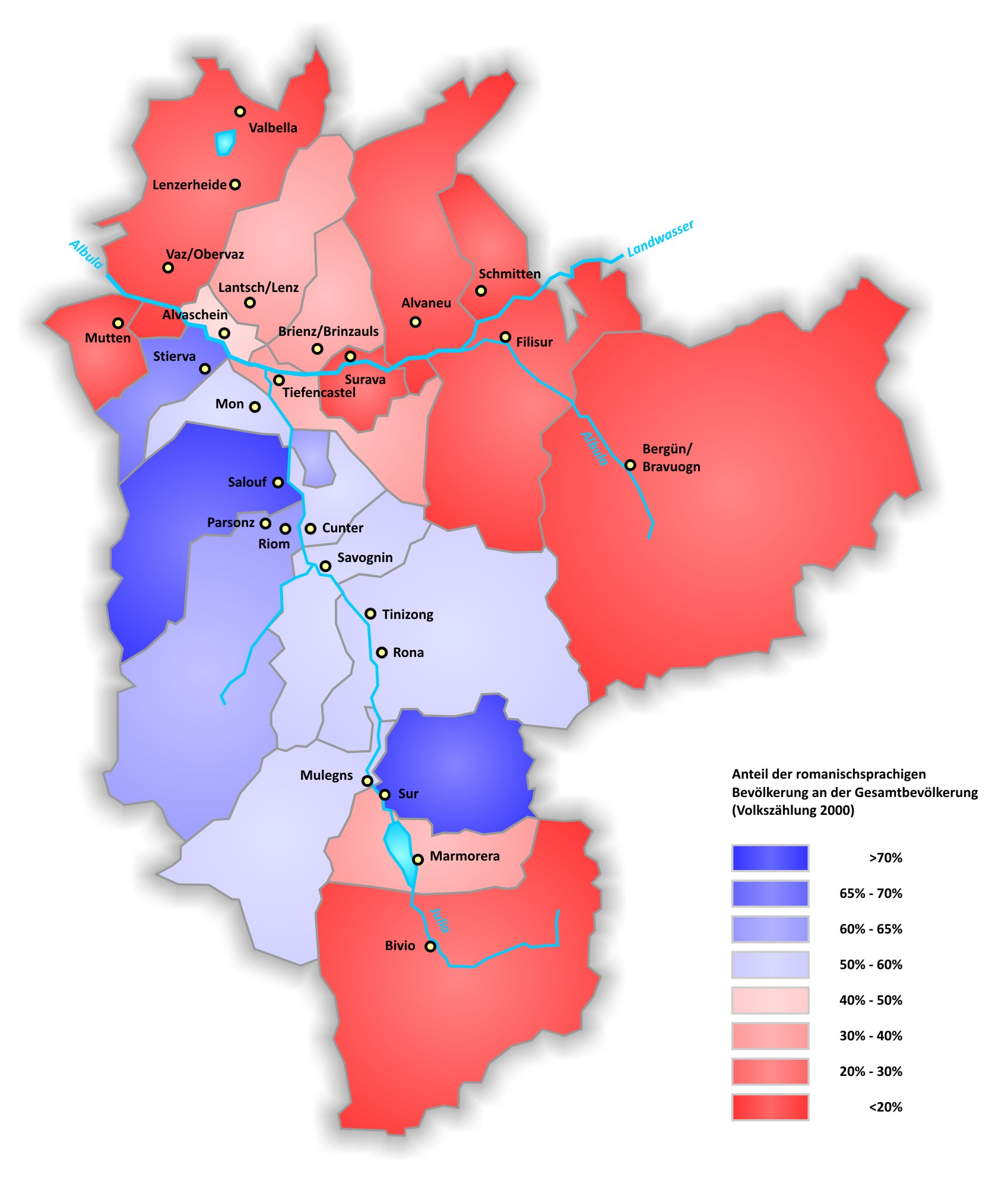
Übersicht des surmiranen Sprachgebiets

Das Surmiran hat, wie alle anderen Idiome auch, mit einem starken Rückgang zu kämpfen. Während der zweiten Hälfte des letzten Jahrhunderts fand in Mittelbünden (v. a. im Albulatal) eine starke Germanisierung statt. In gewissen Gemeinden des Albulatals wurde die bündnerromanische Sprache nahezu gänzlich durch die deutsche Sprache verdrängt.
Gemäss Volkszählung 2000 sprechen in Mittelbünden rund 2200 Personen die surmeirische Sprache. Dies entspricht – gemessen an der Einwohnerzahl der ursprünglich romanischsprachigen Gemeinden – einem Anteil von rund 28 %.
Der Anteil der bündnerromanischsprachigen Bevölkerung in den Gemeinden variiert jedoch sehr stark. Während gewisse Gemeinden im Albulatal Bündnerromanischanteile von lediglich noch 10 % (z. B. Vaz/Obervaz und Bergün/Bravuogn) haben, sprechen in diversen Oberhalbsteiner Gemeinden mehr als 70 % bündnerromanisch (z. B. Salouf und Sur). Es gilt hier jedoch zu erwähnen, dass die Volkszählung nach der im alltäglichen Leben am häufigsten gebrauchte Sprache fragte. Dadurch haben viele Leute, die bündnerromanischer Muttersprache sind, das Deutsche als ihre Hauptsprache angegeben, da sie Deutsch häufiger gebrauchen.
Es folgt eine Übersicht der Bündnerromanischanteile in den Mittelbündner Gemeinden gemäss Volkszählung 2000 (nicht aufgelistet sind das seit dem 19. Jahrhundert germanisierte Filisur sowie die seit alters deutschsprachigen Walsergemeinden Mutten und Schmitten):
| Wappen           | Name der Gemeinde | Einwohner total | Einwohner bündnerromanisch | prozentualer Anteil |
| ---------------- | ----------------- | --------------- | -------------------------- | ------------------- |
| Alvaneu          | Alvaneu           | 403             | 68                         | 16,9 %              |
| Alvaschein       | Alvaschein        | 154             | 62                         | 40,3 %              |
| Bergün/Bravuogn  | Bergün/Bravuogn   | 520             | 55                         | 10,6 %              |
| Bivio            | Bivio             | 204             | 25                         | 12,3 %              |
| Brienz/Brinzauls | Brienz/Brinzauls  | 117             | 37                         | 31,6 %              |
| Cunter           | Cunter            | 198             | 101                        | 51,0 %              |
| Lantsch/Lenz     | Lantsch/Lenz      | 485             | 178                        | 36,7 %              |
| Marmorera        | Marmorera         | 49              | 17                         | 34,7 %              |
| Mon              | Mon               | 86              | 45                         | 52,3 %              |
| Mulegns          | Mulegns           | 33              | 17                         | 51,5 %              |
| Riom-Parsonz     | Riom-Parsonz      | 327             | 209                        | 63,9 %              |
| Salouf           | Salouf            | 205             | 159                        | 77,6 %              |
| Savognin         | Savognin          | 882             | 468                        | 53,1 %              |
| Stierva          | Stierva           | 128             | 85                         | 66,4 %              |
| Sur              | Sur               | 93              | 70                         | 75,3 %              |
| Surava           | Surava            | 250             | 27                         | 10,8 %              |
| Tiefencastel     | Tiefencastel      | 230             | 87                         | 37,8 %              |
| Tinizong-Rona    | Tinizong-Rona     | 369             | 185                        | 50,1 %              |
| Vaz/Obervaz      | Vaz/Obervaz       | 2691            | 243                        | 9,0 %               |

## Medien
In Surmiran erscheint die regionale Wochenzeitung La Pagina da Surmeir.

## Sprachbeispiel

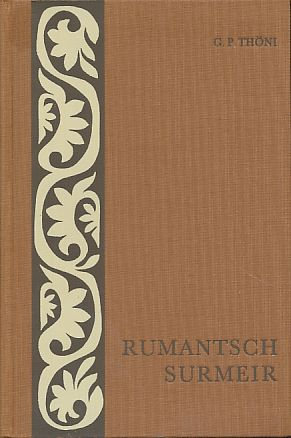
Lehrbuch Deutsch-Surmeir (1969)

### Surmeirisch
La golp era puspe eneda famantada. Cò ò ella via sen en pegn en corv tgi tigniva en toc caschiel an sies pecal. Chegl am gustess, ò ella panso, ed ò clamo agl corv: «Tge bel tgi te ist! Schi ties cant è schi bel scu tia parentscha, alloura ist te igl pi bel utschel da tots.»

### Rumantsch Grischun
La vulp era puspè ina giada fomentada. Qua ha ella vis sin in pign in corv che tegneva in toc chaschiel en ses pichel. Quai ma gustass, ha ella pensà, ed ha clamà al corv: «Tge bel che ti es! Sche tes chant è uschè bel sco tia parita, lura es ti il pli bel utschè da tuts.»

### Deutsch
Der Fuchs war wieder einmal hungrig. Da sah er auf einer Tanne einen Raben, der ein Stück Käse in seinem Schnabel hielt. Das würde mir schmecken, dachte er, und rief dem Raben zu: «Wie schön du bist! Wenn dein Gesang ebenso schön ist wie dein Aussehen, dann bist du der schönste von allen Vögeln.»